# KBS World
KBS World是韩国廣播公司（KBS）对韩国国外广播的電視频道，覆蓋73個國家和地區。主要播送紀錄片，電視劇，娛樂節目，並配上英語、中文、西班牙語等字幕。頻道使用有線電視、IPTV和衛星電視接收。另外除了電視節目外，該頻道還擁有廣播節目。

## 历史
- 2003年7月1日 - 开播
- 2012年9月3日 - 頻道轉為HD播出，SD播送仍繼續。

## 日本版
KBS World是韩国廣播公司（KBS）对日本广播的電視频道，由子公司KBS Japan负责播放，使用朝鲜语和日语播出，主要针对在日韩国人及日本观众中对韩国娱乐节目有兴趣的人。
而KBS World日本播放版本完全由当地机构代播，不仅节目编排不同，就连日本版的台标却是单独的透明玻璃形状，节目亦提供日文字幕。

## 與KBS 1TV和2TV節目調動
自2014年起，現時KBS World不再播放上午新聞、午間新聞（因应KBS News 24开播）、紀錄片和兒童節目，全日播放KBS所提供的劇集、綜藝和晚间新闻和由相信音樂各歌手的MV。
2018年4月起，因應韓國KBS的播出情況和版權問題，暫停播放KBS月火連續劇和KBS水木連續劇，並改播KBS Drama Special和重播KBS精選劇集，但KBS 1TV日日連續劇、KBS 2TV日日連續劇和KBS週末連續劇以及所有KBS所提供的綜藝節目、新聞KBS News 9和KBS自製紀錄片如常播出，直至2018年6月才完結。

## 关连项目
- 韩国廣播公司
- 韩国国际广播电台